# Eminönü

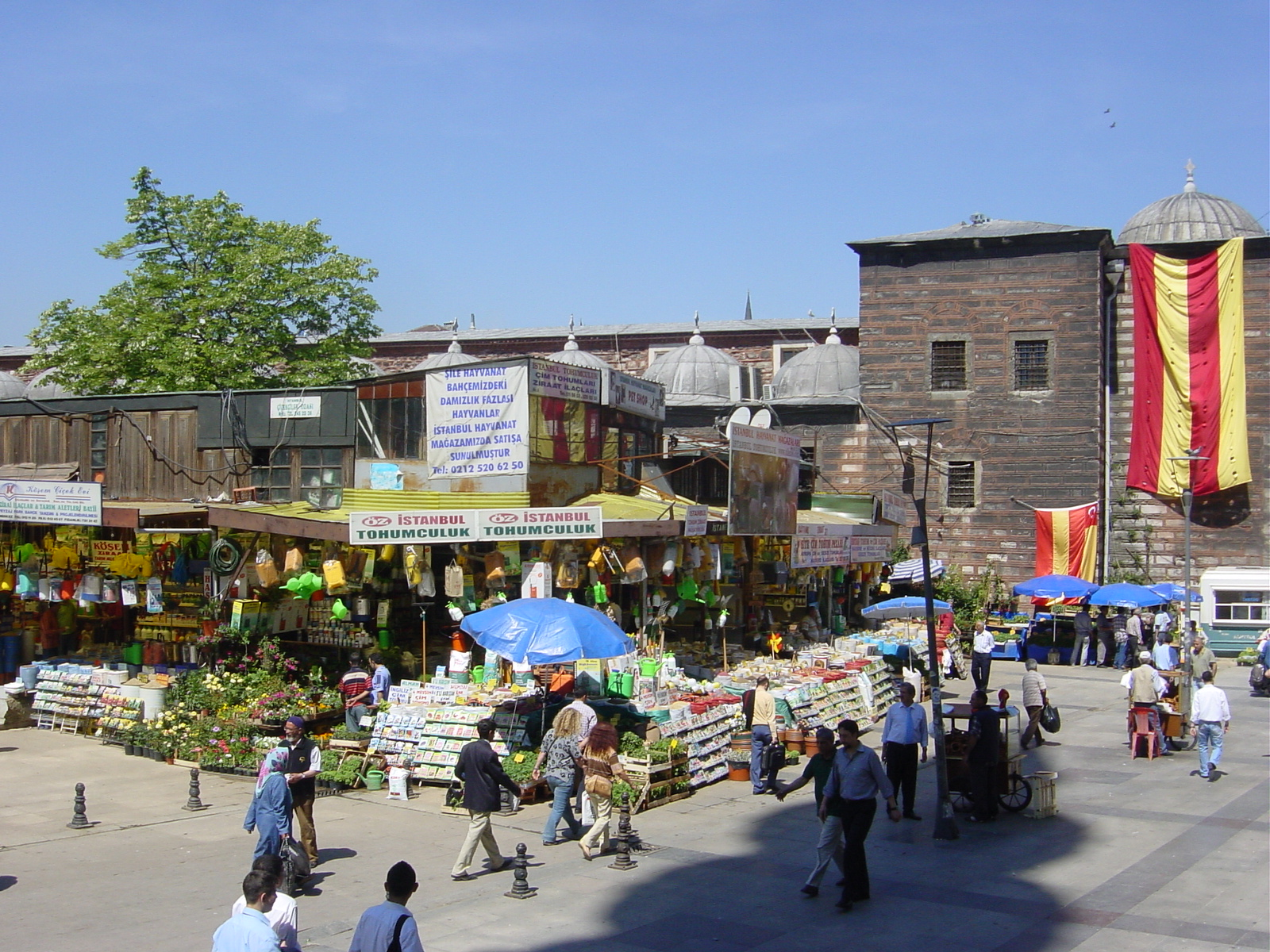
Exterior do Bazar das Especiarias (ou "Egípcio", em turco: Mısır Çarşısı)

Eminönü é um bairro do distrito de Fatih da cidade de Istambul, Turquia. O bairro, que até há alguns anos era um distrito autónomo, ocupa o coração da antiga Constantinopla, pelo que o seu património histórico é inigualável.
O bairro é confrontado a norte pelo Corno de Ouro, que é atravessado pela Ponte de Gálata, junto ao local onde desemboca no Mar de Mármara, no extremo sul do estreito do Bósforo. Na colina detrás, também conhecida como Cabo do Serralho ou Sarayburnu, ergue-se o Palácio de Topkapı, sede do poder Império Otomano durante quatro séculos, a Mesquita Azul (de Sultanahmet) e a Basílica de Santa Sofia (Aya Sofya), a maior catedral do mundo durante praticamente mil anos, entre os séculos IV e XV. Só estes monumentos seriam suficientes para explicar a razão porque a área é a mais frequentada pelos turistas que visitam Istambul. A noroeste o bairro confronta com Fener.

## História
O estuário do Corno de Ouro é um porto natural de excelência, principalmente na margem de Eminönü/Sirkeci. O facto de se situar numa península tornava-o fácil de defender contra ataques. Esta situação  privilegiada terá sido determinante na escolha do lugar para a fundação de Bizâncio, que cresceu a partir daqui. As zonas de Istambul habitadas há mais tempo são as da margem sul do Corno de Ouro. No século XII os mercadores das repúblicas marítimas italianas de Amalfi, Pisa, Génova e Veneza tinham os seus próprios bairros  e cais no porto do Corno de Ouro.
No período bizantino, o que é hoje Eminönü incluía os bairros de Neório (o mesmo nome do porto militar aí situado), Acrópolis (Akrópolis), Cinégio (Kynégion), Arcadianas (Arcadianae/Arkadianaí), do Hormisdo (ta Hormísdou), Amâncio (Amantíou), Cenópolis (Caenopolis/Kainópolis; "Nova Cidade"), do Canicleio (ta Kanikleíou), do Narso (ta Narsoú), do Caisário (ta Kaisaríou), Artopoleia (das padarias), Argiroprateia (dos comerciantes de prata), Calcoprateia (dos comerciantes de bronze), do Olíbrio (ta Olybríou), Constantinianas (Constantinianae/Konstantinianaí), do Amastriano (ta Amastrianón), Eugênio (Eugeníou), Pérama ("Passagem", o local onde se atravessava o estuário para Gálata), Zeugma, Estáurio (Stauríon), Vlanga e Heptáscalo (Heptáskalon). As "muralhas do mar" ainda hoje existentes, asseguravam a defesa desta parte da cidade e o porto era o principal ponto de entrada de bens e pessoas.
A partir de 1453, quando a cidade foi conquistada pelo  Império Otomano, o porto continuou a ser importante, sendo ocupado por importadores, artesãos, marinheiros e mercadores de tudo o que se possa imaginar, sendo o centro de comércio da cidade, constituído por um labirinto de ruas estreitas, lojas, oficinas e mercados que se estendia nas encostas que conduzem ao Palácio de Topkapı, residência do sultão e sede do governo imperial otomano.
O nome do bairro reflete o seu lugar na história — a tradução literal de emin é "justiça" e a de önü é "em frente de". O nome terá origem no nos tribunais e alfândegas otomanas situados junto aos cais.
A natureza do lugar mudou significativamente com o advento da era industrial. No século XIX foi construída uma ponte sobre o Corno de Ouro, antecessora da atual Ponte de Gálata. O porto começou a ser frequentado por navios a vapor, depois chegou a eletricidade e o comboio. O terminal do famoso Expresso do Oriente era a Estação de Sirkeci, situada junto ao porto, que ainda hoje é o terminal dos comboios que ligam Istambul à Europa. Além da Estação de Sirkeci, há na zona outros grandes edifícios otomanos de pedra, nomeadamente diversos edifícios comerciais e a estação central de correios.
Nos primeiros anos da república, Eminönü foi alvo de grandes obras; foi aberta uma grande praça junto à Mesquita Yeni, em frente à Ponte de Gálata, que envolveu a demolição das cabines de portagem da ponte, o Bazar das Especiarias (ou "Egípcio", em turco: Mısır Çarşısı) foi restaurado, foi removido o mercado de peixe que ocupava a margem do Corno de Ouro e foi aberta uma estrada até à nova ponte em Unkapanı. Em 1950 a área estava constantemente entupido com trânsito, uma situação que melhorou ligeiramente com a construção da Kennedy Cadesi, a avenida marginal que contorna o Cabo do Serralho e vai até ao Aeroporto Atatürk.

## Atualidade

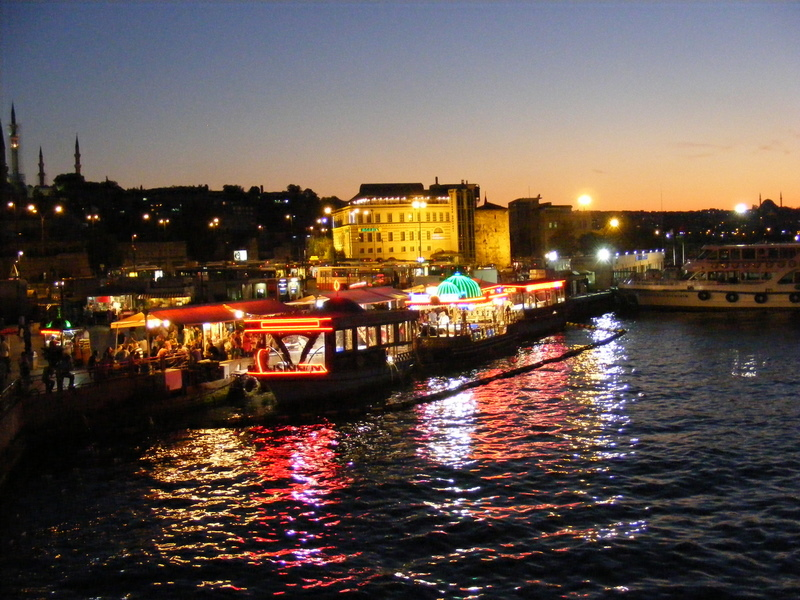
Vista noturna do cais de Eminönü

Embora o governo turco se tenha mudado para Ancara em 1922 e Istambul se tenha tornado uma cidade gigantesca, na qual as grandes empresas desenvolvem os seus negócios em enormes edifícios resplandecentes noutras partes da cidade, Eminönü continua a ser um local fervilhante de atividade. Os seus cais de ferryboats, que fazem a ligação com outros pontos no Bósforo e no Mar de Mármara, são os mais movimentados de Istambul. O movimento dos passageiros dos ferrys, autocarros, comboios e os elétricos rápidos que ligam a Aksaray não pára durante todo o dia e as ruas estão sempre pejadas de  turistas e gente às compras. Em Eminönü situam-se também alguns edifícios públicos importantes, como o governo local de Istambul e o campus principal da Universidade de Istambul, em Beyazıt.
O buliço durante o dia contrasta com a calma à noite. Embora existam habitações, a maior parte dos edifícios são escritórios, lojas e oficinas e em certos lugares desertos a atmosfera chega a ser ameaçadora devido a não se haver ninguém nas ruas escuras. Aproximadamente dois milhões de pessoas trabalham ou passam por Eminönü diariamente, mas a população residente não ultrapassa as 30 000 pessoas, a maior parte de classes baixas e conservadoras.[carece de fontes?]

## Locais a visitar

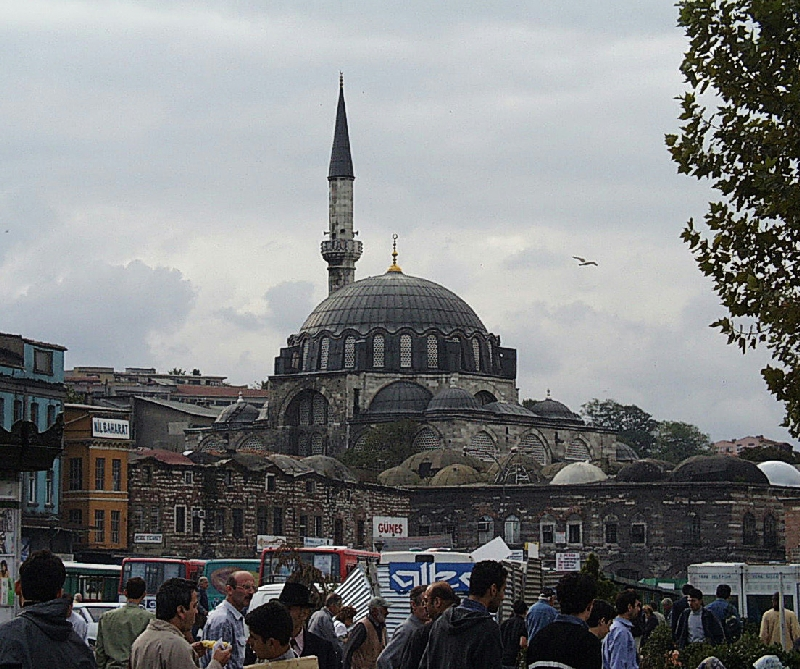
A Mesquita de Rüstem Paşa, com uma das alas do Bazar das Especiarias em primeiro plano

Em Eminönü encontram-se inúmeras mesquitas e outros edifícios históricos,  encontrando-se muitos deles entre os mais conhecidos e emblemáticos de Istambul. Seguidamente mencionam-se apenas alguns dos lugares, de entre as centenas que se encontram na área.
Na Praça Sultanahmet (do Sultão Amade I) ou suas imediações, uma área  que provavelmente seria considerada o "centro histórico" se o património histórico de Istambul não fosse tão vasto, encontram-se, entre outros, o Hipódromo de Constantinopla, a Mesquita Azul (Sultanahmet Camii), o Museu dos Mosaicos do Grande Palácio, o Museu de Arte Turca e Islâmica, a Basílica de Santa Sofia, a Cisterna da Basílica e o Palácio de Topkapı.
Outros locais históricos famosos são, por exemplo, a Mesquita Süleymaniye (ou de Solimão), a maior mesquita de Istambul, considerando que Santa Sofia é atualmente um museu, a Mesquita de Sokollu Mehmet Paşa, o Grande Bazar (Kapalıçarşı), a Mesquita Yeni, que domina o litoral do Corno de Ouro em frente à Ponte de Gálata, o Bazar das Especiarias (ou "Egípcio", Mısır Çarşısı), nas imediações da Mesquita Yeni, e a Mesquita de Rüstem Paşa, a qual, como as mesquitas de Süleymaniye e de Sokollu Mehmet Paşa, são da autoria do grande arquiteto otomano do século XVI Mimar Sinan.

## Fonte
- Este artigo foi inicialmente traduzido, total ou parcialmente, do artigo da Wikipédia em inglês cujo título é «Eminönü», especificamente desta versão.